# 楚留香傳奇
《楚留香傳奇》（原名《鐵血傳奇》）是古龍所著的一部著名武俠小說《楚留香》系列之一，本系列共有三部小說故事分別有《血海飄香》（又名《天楓十四郎》）、《大沙漠》及《畫眉鳥》。這部小說曾由中、港、台、泰四地改編為電視劇，也曾拍攝過電影。

古龍是同代武俠作家中，勇於嘗試把異國元素加入幻想的中國武術（如輕功）較成功者。
當時臺灣與香港大量風行新派武俠小說，作品層出，但水準不齊，題材與內容很快用盡；有不少作家另闢蹊徑作為突破，古龍也是其中之一。
古龍成功處在於創新的同時，也把其他成名作家的概念加入，使讀者更易接受。如金庸所創造的丐幫與打狗棒法，丐幫八袋九袋長老、幫眾善使毒蛇、愛吃狗肉等概念融入本系列。

## 時代背景
古龍的成名武俠小說大多是處於一個作者虛構的時空，即以武力行俠道的古代中國社會。
雖然穿插提到當時人物，但若認真與現實對照起來會有矛盾。因為當時武俠小說大多採連載制，脫漏難免，且武俠小說和歷史小說閱讀時的著眼點不同。
明朝
胡铁花道：「其实她们既已回来了，你根本就用不着再为她们担心，就凭她们三个人，南七北六十三省，又有谁敢动她们一根头发。」（見「無眉畫眉」章節）
行省為元代開始的中國行政區劃，至明朝改制為承宣布政使司，習慣仍稱「省」。布政使司1428年後定為十三省，故本系列應為1428年以後。
伊賀流忍術
小說中人物天楓十四郎是東瀛州伊賀谷（即伊賀國）出身，忍術高手（實為無花假扮）。
「東瀛」在古代史書中泛指中國以東的其他國家。但忍術為日本所特有，伊賀谷又為日本古地名，故可知為日本戰國時代，當約中國明朝。
龜茲國
龜茲國屬西域古國，讀音為「丘慈」。「龜茲國」三字出現在中國史書最終只到宋朝，故其實楚留香傳奇並沒有特別局限於某個朝代。

## 略介
依據：1985年臺灣萬象圖書版。
楚留香傳奇有三大事件，分別為三大對手，但對手卻又前後相關。所以嚴格來說，應為同一個故事，只是被分成三段敘述。
實際上，三個故事串起後即為一個對付楚留香的「大陰謀」(書中語)，故萬象版將三個故事整合成一套五部是合理的。
(以下以最後決鬥者為準)
1-27章為一個對手：妙僧無花，原書為《血海飄香》。
28-63章為一個對手：石觀音，原書為《大沙漠》。
64-99章為一個對手：水母陰姬，原書為《畫眉鳥》。

## 改編作品
電視劇
- 《楚留香》：1979年，香港無線電視台拍攝了電視劇「楚留香」，由鄭少秋飾演。1982年在臺灣中國電視公司播送，曾創下70%的超高收視率。
- 《俠盜風流》：1979年，香港麗的電視（今亞洲電視）拍攝了電視劇「俠盜風流」（與無線電視劇集「楚留香」同期），由潘志文飾演。由麥當傑製作統籌、麥當雄、徐克監製。
- 《楚留香傳奇》：2007年中國中央電視台根據同名改編而拍成的連續劇。
- 《楚留香》：2025年，泰國第3電視台以及中國騰訊視頻共同製作根據同名改編而開拍的電視劇「楚留香系列」。

## 相關作品
- 楚留香新傳